# Marco Cornelio Cetego (console 160 a.C.)
Marco Cornelio Cetego  (latino: Marcus Cornelius Cethegus) (fl. II secolo a.C.) fu un console romano.

## Biografia
Nel 171 a.C. fu uno dei commissari inviati in Gallia Cisalpina per investigare sul perché il console Gaio Cassio Longino avesse abbandonato la sua provincia.
Nel 169 a.C. fu triumvir coloniae deducendae per l'estensione della colonia di Aquileia con nuovi abitanti.
Nel 160 a.C. fu eletto console con Lucio Anicio Gallo e durante il suo consolato curò i lavori di bonifica di una parte delle Paludi Pontine . Durante lo stesso anno si svolsero i giochi funerari di Lucio Emilio Paolo Macedonico, con la rappresentazione dell'Adelphoe  di Publio Terenzio Afro.